# (17832) Pitman
(17832) Pitman (1998 HV39) – planetoida z pasa głównego asteroid okrążająca Słońce w ciągu 4,96 lat w średniej odległości 2,91 j.a. Odkryta 20 kwietnia 1998 roku.